# 358. п. н. е.

## Догађаји
- Артаксеркс III постаје персијски цар.

## Дани сећања
- Гине први дардански краљ Бардилеј